# Pettyes fóka
A pettyes fóka (Phoca largha) az emlősök (Mammalia) osztályának ragadozók (Carnivora) rendjébe, ezen belül a fókafélék (Phocidae) családjába tartozó faj.

## Előfordulása
A Csendes-óceán északi területeinél, a Bering-tengeren, az Ohotszki-tengeren és a Beaufort-tengeren honos.

## Megjelenése
A pettyes fóka bundája világosszürke, fekete foltokkal. A hímek nagyobbak mint a nőstények, testtömegük elérheti akár a 85-150 kilogrammot is, a nőstényeké 65-115 kilogramm. A hímek hossza 1,5-2,1 méter, a nőstényeké pedig 1,4-1,7 méter között változhat.

## Életmódja
Ragadozó állat. Fő táplálékai kagylók, fejlábúak, tőkehalfélék, heringfélék és egyéb halfajták.

## Szaporodása
A nőstény pettyes fókák április és május között hozzák világra borjaikat. Az újszülöttek átlagosan 7-12 kilogrammosak és 75-90 centiméteresek. Szőrzetük fehér színű.

## Külső hivatkozások
- A faj szerepel a Természetvédelmi Világszövetség Vörös Listáján. IUCN. (Hozzáférés: 2009. szeptember 20.)
- Képek a fajról